# Eurocup 2013/14
Die Saison 2013/14 war die 12. Spielzeit des von der ULEB ausgetragenen Basketball-Eurocups.
Den Titel gewann zum dritten Mal Valencia BC aus Spanien.

## Modus
Am Turnier nahmen 48 Mannschaften teil. Die reguläre Saison wurde in acht Gruppen mit je sechs Mannschaften gespielt. Dabei wurde in zwei regionalen Konferenzen aufgeteilt. Der Erst-, Zweit- und Drittplatzierte jeder Gruppe erreichte die aus 32 Mannschaften bestehende zweite Gruppenphase, die von acht Teilnehmern der EuroLeague komplettiert wurde, die in jenem Wettbewerb nicht die zweite Runde der besten 16 Mannschaften erreicht hatten. Sie wurde mit acht Gruppen à vier Teams, wobei sich die beiden Besten jeder Gruppe für das Achtelfinale qualifizierten, ausgetragen. Die Achtelfinal, Viertelfinal- und die die Halbfinalspiele wurden in zwei Spielen mit Hin- und Rückspiel ausgetragen. Der Gesamtsieger kam jeweils eine Runde weiter. Die letzten beiden Teams spielten in zwei Finalspielen den Gewinner des Eurocups aus.

## Teilnehmer an der Hauptrunde
| Liga                    | Teams | Name (VJP1a)                | Name (VJP1a)               | Name (VJP1a)             | Name (VJP1a)                  | Name (VJP1a)                | Name (VJP1a)          | Name (VJP1a)          |
| ----------------------- | ----- | --------------------------- | -------------------------- | ------------------------ | ----------------------------- | --------------------------- | --------------------- | --------------------- |
| ABA-Liga                | 7     | KK Igokea (3)               | Radnički Kragujevac (4)    | Budućnost Podgorica (5)  | KK Cedevita (6)               | KK MZT Skopje (7)           | KK Union Olimpija (8) | KK Cibona Zagreb (11) |
| LNB Pro A               | 5     | ASVEL Basket (3)            | Élan Chalon (4)            | BCM Gravelines (5)       | Le Mans Sarthe Basket (7)     | Paris-Levallois Basket (12) |                       |                       |
| Basketball-Bundesliga   | 5     | EWE Baskets Oldenburg1b (2) | ratiopharm ulm (3)         | ALBA Berlin (5)          | Artland Dragons (6)           | Telekom Baskets Bonn (7)    |                       |                       |
| Lega Basket Serie A     | 4     | Cimberio Varese1b (1)       | Acea Roma (2)              | Pallacanestro Cantù (4)  | Banco di Sardegna Sassari (5) |                             |                       |                       |
| PBL                     | 4     | BK Chimki1b (2)             | Spartak St. Petersburg (3) | UNICS Kasan (5)          | BK Nischni Nowgorod (8)       |                             |                       |                       |
| Türkiye Basketbol Ligi  | 4     | Banvit BK1b (3)             | Pınar Karşıyaka SK (5)     | Beşiktaş JK Istanbul (6) | TED Ankara Kolejliler SK (7)  |                             |                       |                       |
| Liga ACB                | 3     | CAI Saragossa (3)           | Valencia Basket (6)        | Bilbao Basket (7)        |                               |                             |                       |                       |
| Ethias League           | 3     | Telenet Oostende1b (1)      | Belfius Mons-Hainaut (2)   | Belgacom Spirou BC       |                               |                             |                       |                       |
| Basket League           | 2     | Panionios On Telecom (3)    | PAOK Thessaloniki (5)      |                          |                               |                             |                       |                       |
| Ligat ha’Al             | 2     | Maccabi Haifa (1)           | Hapoel Jerusalem (4)       |                          |                               |                             |                       |                       |
| Lettland                | 1     | BK VEF Rīga 1b (1)          |                            |                          |                               |                             |                       |                       |
| Lietuvos krepšinio lyga | 1     | Neptūnas Klaipėda (3)       |                            |                          |                               |                             |                       |                       |
| Superliga               | 1     | Chimik Juschne (4)          |                            |                          |                               |                             |                       |                       |
| NBL                     | 1     | PBK Lukoil Akademik (1)     |                            |                          |                               |                             |                       |                       |
| Korvpalli MeistriLiiga  | 1     | BC Kalev/Cramo (1)          |                            |                          |                               |                             |                       |                       |
| Korisliiga              | 1     | Nilan Bisons (1)            |                            |                          |                               |                             |                       |                       |
| Divizia A               | 1     | CSU Asesoft Ploiești (1)    |                            |                          |                               |                             |                       |                       |
| Tschechien              | 1     | ČEZ Nymburk 1b (1)          |                            |                          |                               |                             |                       |                       |
| Nemzeti I/A             | 1     | Alba Fehérvár (1)           |                            |                          |                               |                             |                       |                       |

1a: Vorjahresplatzierung in den regulären Spielzeiten der genannten Ligen

1b: Verlierer der EuroLeague - Qualifikation

## Reguläre Saison
Nach Beendigung der Euroleague-Qualifikation wurden bei der Auslosung am 5. Oktober 2013 die Teilnehmer in eine östliche und eine westliche Conference aufgeteilt. Dabei kamen die Mannschaften aus West-, Mittel- und Südeuropa in die westliche Conference und die Mannschaften aus Nord-, Ost- und Südosteuropa in die östliche Conference.
Die Mannschaften aus der Türkei, Israel, Ungarn und dem Baltikum wurden der östlichen Conference zugeschlagen, während die Teilnehmer der ABA-Liga auf die Conferences aufgeteilt wurden in der Form, dass im Unterschied zu den anderen Mannschaften die kroatischen und slowenischen Teilnehmer an der westlichen Conference teilnahmen.

## 1. Gruppenphase
Die Spiele der ersten Gruppenphase fanden zwischen dem 15. Oktober und dem 18. Dezember 2013 statt.
Für die Gruppenplatzierungen waren bei Mannschaften mit gleicher Anzahl von Siegen nicht das gesamte Korbpunktverhältnis, sondern nur das addierte Ergebnis im direkten Vergleich der Mannschaften untereinander entscheidend.

### Conference West

#### Gruppe A
| Team                     | Sp | S | N | P+  | P-  |
| ------------------------ | -- | - | - | --- | --- |
| 1. Pallacanestro Cantù   | 10 | 8 | 2 | 832 | 746 |
| 2. Telenet Oostende      | 10 | 8 | 2 | 768 | 752 |
| 3. ČEZ Nymburk           | 10 | 6 | 4 | 789 | 737 |
| 4. Le Mans Sarthe Basket | 10 | 5 | 5 | 719 | 718 |
| 5. Artland Dragons       | 10 | 2 | 8 | 721 | 820 |
| 6. KK Cibona Zagreb      | 10 | 1 | 9 | 770 | 827 |

#### Gruppe B
| Team                 | Sp | S | N | P+  | P-  |
| -------------------- | -- | - | - | --- | --- |
| 1. Banco di Sardegna | 10 | 7 | 3 | 866 | 817 |
| 2. Cedevita Zagreb   | 10 | 6 | 4 | 797 | 760 |
| 3. Bilbao Basket     | 10 | 5 | 5 | 855 | 826 |
| 4. EWE Oldenburg     | 10 | 5 | 5 | 789 | 797 |
| 5. Élan Chalon       | 10 | 4 | 6 | 779 | 786 |
| 6. Spirou Charleroi  | 10 | 3 | 7 | 704 | 806 |

#### Gruppe C
| Team                 | Sp | S | N | P+  | P-  |
| -------------------- | -- | - | - | --- | --- |
| 1. KK Union Olimpija | 10 | 7 | 3 | 743 | 698 |
| 2. ratiopharm Ulm    | 10 | 7 | 3 | 761 | 745 |
| 3. Valencia BC       | 10 | 6 | 4 | 875 | 721 |
| 4. Paris-Levallois   | 10 | 4 | 6 | 687 | 733 |
| 5. ASVEL Basket      | 10 | 4 | 6 | 706 | 794 |
| 6. Cimberio Varese   | 10 | 3 | 7 | 730 | 811 |

#### Gruppe D
| Team                    | Sp | S | N | P+  | P-  |
| ----------------------- | -- | - | - | --- | --- |
| 1. ALBA Berlin          | 10 | 8 | 2 | 749 | 669 |
| 2. BCM Gravelines       | 10 | 6 | 4 | 749 | 690 |
| 3. CAI Saragossa        | 10 | 6 | 4 | 803 | 719 |
| 4. Telekom Baskets Bonn | 10 | 5 | 5 | 785 | 805 |
| 5. Virtus Rom           | 10 | 3 | 7 | 761 | 777 |
| 6. Belfius Mons-Hainaut | 10 | 2 | 8 | 620 | 807 |

### Conference Ost

#### Gruppe E
| Team                | Sp | S | N | P+  | P-  |
| ------------------- | -- | - | - | --- | --- |
| 1. BK Chimki        | 10 | 9 | 1 | 870 | 751 |
| 2. Hapoel Jerusalem | 10 | 6 | 4 | 777 | 766 |
| 3. Pınar Karşıyaka  | 10 | 6 | 4 | 805 | 806 |
| 4. Lukoil Akademik  | 10 | 4 | 6 | 728 | 756 |
| 5. CSU Asesoft      | 10 | 3 | 7 | 794 | 832 |
| 6. KK Igokea        | 10 | 3 | 7 | 746 | 808 |

#### Gruppe F
| Team                     | Sp | S | N | P+  | P-  |
| ------------------------ | -- | - | - | --- | --- |
| 1. BK Nischni Nowgorod   | 10 | 8 | 2 | 809 | 706 |
| 2. Chimik Juschne        | 10 | 6 | 4 | 786 | 732 |
| 3. TED Ankara Kolejliler | 10 | 6 | 4 | 788 | 774 |
| 4. PAOK Thessaloniki     | 10 | 5 | 5 | 697 | 752 |
| 5. KK Budućnost          | 10 | 3 | 7 | 772 | 802 |
| 6. Alba Fehérvár         | 10 | 2 | 8 | 720 | 806 |

#### Gruppe G
| Team                  | Sp | S  | N | P+  | P-  |
| --------------------- | -- | -- | - | --- | --- |
| 1. UNICS Kasan        | 10 | 10 | 0 | 837 | 625 |
| 2. Maccabi Haifa      | 10 | 6  | 4 | 744 | 745 |
| 3. BK Banvit Bandırma | 10 | 5  | 5 | 795 | 718 |
| 4. VEF Riga           | 10 | 5  | 5 | 721 | 782 |
| 5. BC Kalev/Cramo     | 10 | 3  | 7 | 673 | 764 |
| 6. KK MZT Skopje      | 10 | 1  | 9 | 684 | 820 |

#### Gruppe H
| Team                      | Sp | S | N | P+  | P-  |
| ------------------------- | -- | - | - | --- | --- |
| 1. Beşiktaş JK Istanbul   | 10 | 7 | 3 | 717 | 690 |
| 2. Panionios Athen        | 10 | 6 | 4 | 768 | 755 |
| 3. Radnički Kragujevac    | 10 | 5 | 5 | 824 | 824 |
| 4. Nilan Bison Loimaa     | 10 | 5 | 5 | 750 | 769 |
| 5. Neptūnas Klaipėda      | 10 | 4 | 6 | 814 | 807 |
| 6. Spartak St. Petersburg | 10 | 3 | 7 | 733 | 761 |

## 2. Gruppenphase (Last 32)
Die Spiele der Runde der letzten 32 fanden zwischen dem 7. Januar und dem 19. Februar 2014 statt.
Zu den 24 qualifizierten Mannschaften aus der Vorrunde stießen die acht ausgeschiedenen Teams der EuroLeague hinzu.
Genau wie in der Vorrunde waren für die Gruppenplatzierungen bei Mannschaften mit gleicher Anzahl von Siegen nicht das gesamte Korbpunktverhältnis, sondern nur das addierte Ergebnis im direkten Vergleich der Mannschaften untereinander entscheidend.

### Gruppe I
| Team                   | Sp | S | N | P+  | P-  |
| ---------------------- | -- | - | - | --- | --- |
| 1. JSF Nanterre        | 6  | 4 | 2 | 489 | 472 |
| 2. ratiopharm Ulm      | 6  | 3 | 3 | 507 | 503 |
| 3. Pallacanestro Cantù | 6  | 3 | 3 | 519 | 493 |
| 4. Pınar Karşıyaka     | 6  | 2 | 4 | 436 | 485 |

### Gruppe J
| Team                     | Sp | S | N | P+  | P-  |
| ------------------------ | -- | - | - | --- | --- |
| 1. TED Ankara Kolejliler | 6  | 4 | 2 | 489 | 484 |
| 2. Banco di Sardegna     | 6  | 3 | 3 | 526 | 517 |
| 3. Brose Baskets         | 6  | 3 | 3 | 475 | 475 |
| 4. BCM Gravelines        | 6  | 2 | 4 | 459 | 473 |

### Gruppe K
| Team                 | Sp | S | N | P+  | P-  |
| -------------------- | -- | - | - | --- | --- |
| 1. BK Chimki         | 6  | 6 | 0 | 525 | 421 |
| 2. ČEZ Nymburk       | 6  | 2 | 4 | 470 | 486 |
| 3. Montepaschi Siena | 6  | 2 | 4 | 461 | 463 |
| 4. Maccabi Haifa     | 6  | 2 | 4 | 406 | 474 |

### Gruppe L
| Team                   | Sp | S | N | P+  | P-  |
| ---------------------- | -- | - | - | --- | --- |
| 1. BK Nischni Nowgorod | 6  | 5 | 1 | 468 | 436 |
| 2. Roter Stern         | 6  | 4 | 2 | 501 | 462 |
| 3. Bilbao Basket       | 6  | 3 | 3 | 494 | 471 |
| 4. Panionios Athen     | 6  | 0 | 6 | 418 | 512 |

### Gruppe M
| Team                  | Sp | S | N | P+  | P-  |
| --------------------- | -- | - | - | --- | --- |
| 1. Hapoel Jerusalem   | 6  | 4 | 2 | 507 | 489 |
| 2. Budiwelnyk Kiew    | 6  | 4 | 2 | 500 | 491 |
| 3. BK Banvit Bandırma | 6  | 3 | 3 | 478 | 465 |
| 4. KK Union Olimpija  | 6  | 1 | 5 | 451 | 491 |

### Gruppe N
| Team                   | Sp | S | N | P+  | P-  |
| ---------------------- | -- | - | - | --- | --- |
| 1. ALBA Berlin         | 6  | 5 | 1 | 479 | 442 |
| 2. Chimik Juschne      | 6  | 3 | 3 | 429 | 444 |
| 3. Radnički Kragujevac | 6  | 2 | 4 | 480 | 480 |
| 4. Strasbourg IG       | 6  | 2 | 4 | 445 | 467 |

### Gruppe O
| Team                    | Sp | S | N | P+  | P-  |
| ----------------------- | -- | - | - | --- | --- |
| 1. UNICS Kasan          | 6  | 5 | 1 | 461 | 425 |
| 2. Valencia BC          | 6  | 3 | 3 | 500 | 431 |
| 3. Telenet Oostende     | 6  | 3 | 3 | 439 | 483 |
| 4. Stelmet Zielona Góra | 6  | 1 | 5 | 425 | 486 |

### Gruppe P
| Team                      | Sp | S | N | P+  | P-  |
| ------------------------- | -- | - | - | --- | --- |
| 1. Lietuvos rytas Vilnius | 6  | 4 | 2 | 491 | 492 |
| 2. Beşiktaş JK Istanbul   | 6  | 4 | 2 | 441 | 452 |
| 3. Cedevita Zagreb        | 6  | 2 | 4 | 433 | 429 |
| 4. CAI Saragossa          | 6  | 2 | 4 | 453 | 445 |

## Achtelfinale
Die Achtelfinalspiele fanden zwischen dem 4. und dem 12. März 2014 statt. Die Erstplatzierten einer Gruppe hatten im Rückspiel Heimrecht.
|                        | Gesamt  |                      | Hinspiel | Rückspiel |
| ---------------------- | ------- | -------------------- | -------- | --------- |
| JSF Nanterre           | 153:162 | Budiwelnyk Kiew      | 182:86 1 | 71:76     |
| TED Ankara Kolejliler  | 143:135 | Chimik Juschne       | 171:75 2 | 72:60     |
| BK Chimki              | 156:157 | Valencia BC          | 59:75    | 97:82     |
| BK Nischni Nowgorod    | 165:159 | Beşiktaş JK Istanbul | 71:88    | 94:71     |
| Hapoel Jerusalem       | 168:154 | ratiopharm Ulm       | 87:89    | 81:65     |
| ALBA Berlin            | 187:176 | Banco di Sardegna    | 91:83    | 96:93     |
| UNICS Kasan            | 167:117 | ČEZ Nymburk          | 91:58    | 76:59     |
| Lietuvos rytas Vilnius | 164:168 | Roter Stern Belgrad  | 82:88    | 82:80     |

## Viertelfinale
Die Viertelfinalspiele fanden zwischen dem 18. und dem 26. März 2014 statt. Im Rückspiel hatte die Mannschaft Heimrecht, die die höhere Platzierung in der 2. Gruppenphase (Top 32) erreicht hatte. War diese identisch, hatte das Team mit den meisten Siegen in der 2. Gruppenphase (Top 32) im Rückspiel Heimrecht. War auch diese Anzahl gleich entschied das bessere Korbverhältnis in besagter Gruppenphase.
|                       | Gesamt  |                     | Hinspiel | Rückspiel   |
| --------------------- | ------- | ------------------- | -------- | ----------- |
| Budiwelnyk Kiew       | 152:158 | Roter Stern Belgrad | 182:79 1 | 70:79 n. V. |
| TED Ankara Kolejliler | 120:169 | UNICS Kasan         | 68:81    | 52:88       |
| Valencia BC           | 159:132 | ALBA Berlin         | 86:54    | 73:78       |
| BK Nischni Nowgorod   | 166:153 | Hapoel Jerusalem    | 78:81    | 88:72       |

## Halbfinale
Die Halbfinalspiele fanden zwischen dem 1. und dem 9. April 2014 statt. Im Rückspiel hatte die Mannschaft Heimrecht, die die höhere Platzierung in der 2. Gruppenphase (Top 32) erreicht hatte. War diese identisch, hatte das Team mit den meisten Siegen in der 2. Gruppenphase (Top 32) im Rückspiel Heimrecht. War auch diese Anzahl gleich entschied das bessere Korbverhältnis in besagter Gruppenphase.
|                     | Gesamt  |                     | Hinspiel | Rückspiel |
| ------------------- | ------- | ------------------- | -------- | --------- |
| Roter Stern Belgrad | 130:136 | UNICS Kasan         | 63:52    | 67:84     |
| Valencia BC         | 163:128 | BK Nischni Nowgorod | 84:75    | 79:53     |

## Finale
Die Finalspiele fanden am 1. und 7. Mai 2014 statt. Im Rückspiel hatte die Mannschaft Heimrecht, die die höhere Platzierung in der 2. Gruppenphase (Top 32) erreicht hatte. War diese identisch, hatte das Team mit den meisten Siegen in der 2. Gruppenphase (Top 32) im Rückspiel Heimrecht. War auch diese Anzahl gleich entschied das bessere Korbverhältnis in besagter Gruppenphase.
|             | Gesamt  |             | Hinspiel | Rückspiel |
| ----------- | ------- | ----------- | -------- | --------- |
| Valencia BC | 165:140 | UNICS Kasan | 80:67    | 85:73     |

## Individuelle Auszeichnungen
Folgende Akteure wurden in der abgelaufenen Saison besonders ausgezeichnet:

### Regular Season MVP

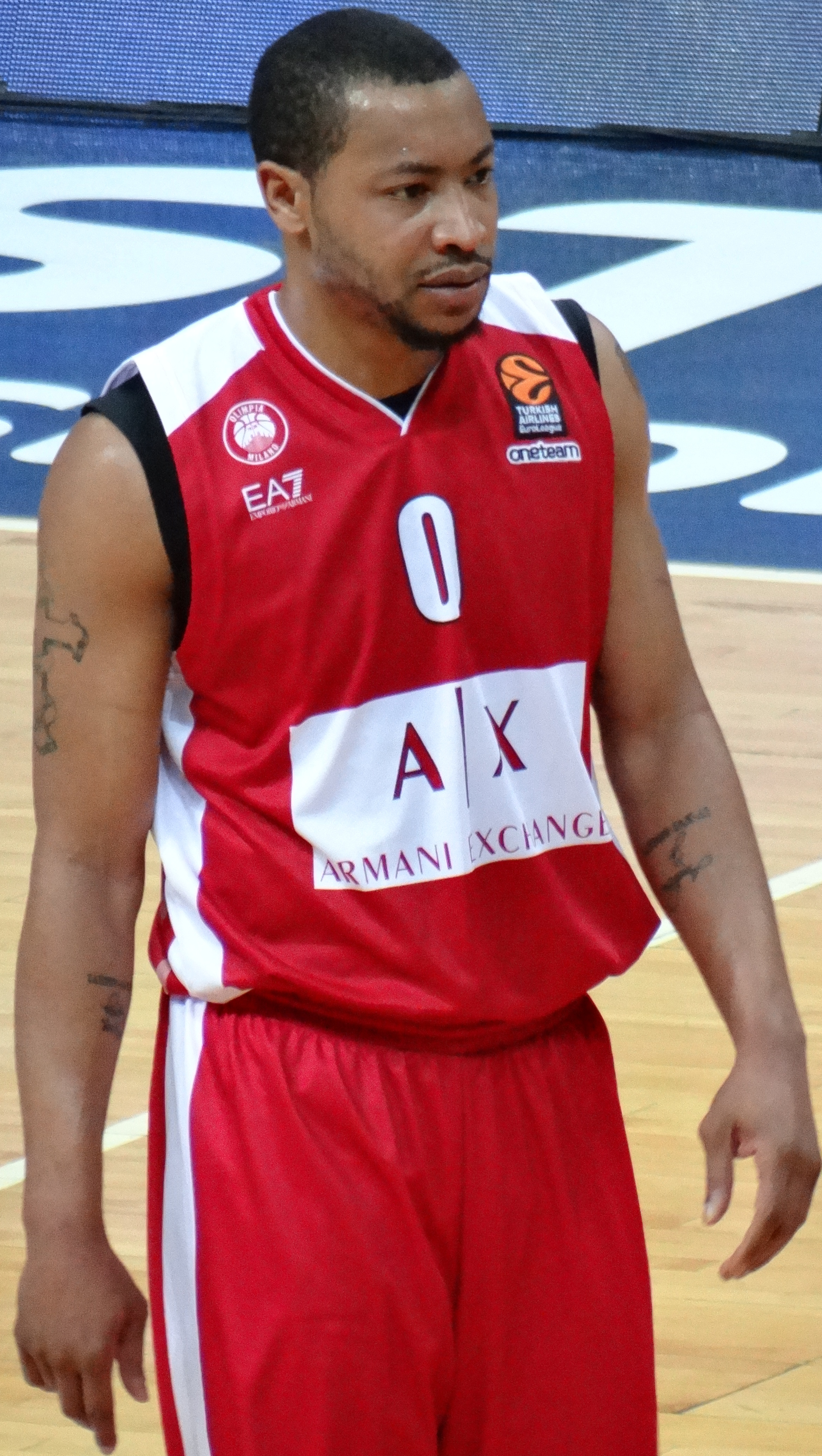
Regular Season MVP: Andrew Goudelock

- Andrew Goudelock (UNICS Kasan)[5]

### All-Eurocup First Team
- DeMarcus Nelson (Roter Stern Belgrad)
- Andrew Goudelock (UNICS Kasan)
- Dijon Thompson (BK Nischni Nowgorod)
- Justin Doellman (Valencia Basket)
- Vladimir Golubović (TED Ankara)

### All-Eurocup Second Team
- Yotam Halperin (Hapoel Jerusalem)
- Reggie Redding (Alba Berlin)
- Caleb Green (Dinamo Sassari)
- Darjuš Lavrinovič (Budiwelnik Kiew)
- Bojan Dubljević (Valencia Basket)

### Finals MVP
- Justin Doellman (Valencia Basket)[6]

### Coach of the Year
- Andrea Trinchieri (UNICS Kasan)[7]

### Rising Star
- Bojan Dubljević (Valencia Basket)[8]